# Music Hall (theaterproducent)
Music Hall is een Belgisch theaterproducent en -promotor. Music Hall produceert voorstellingen die spelen in België en Nederland en organiseert ook concerten en zakelijke evenementen.

## Voorstellingen
Musical Hall heeft vooral grote musicals geproduceerd, zoals Les Miserables, Annie, The Phantom of the Opera en Cats. Ook worden eigen producties gemaakt, zoals Peter Pan: The Never Ending Story.